# Лапшин (Тернопільський район)

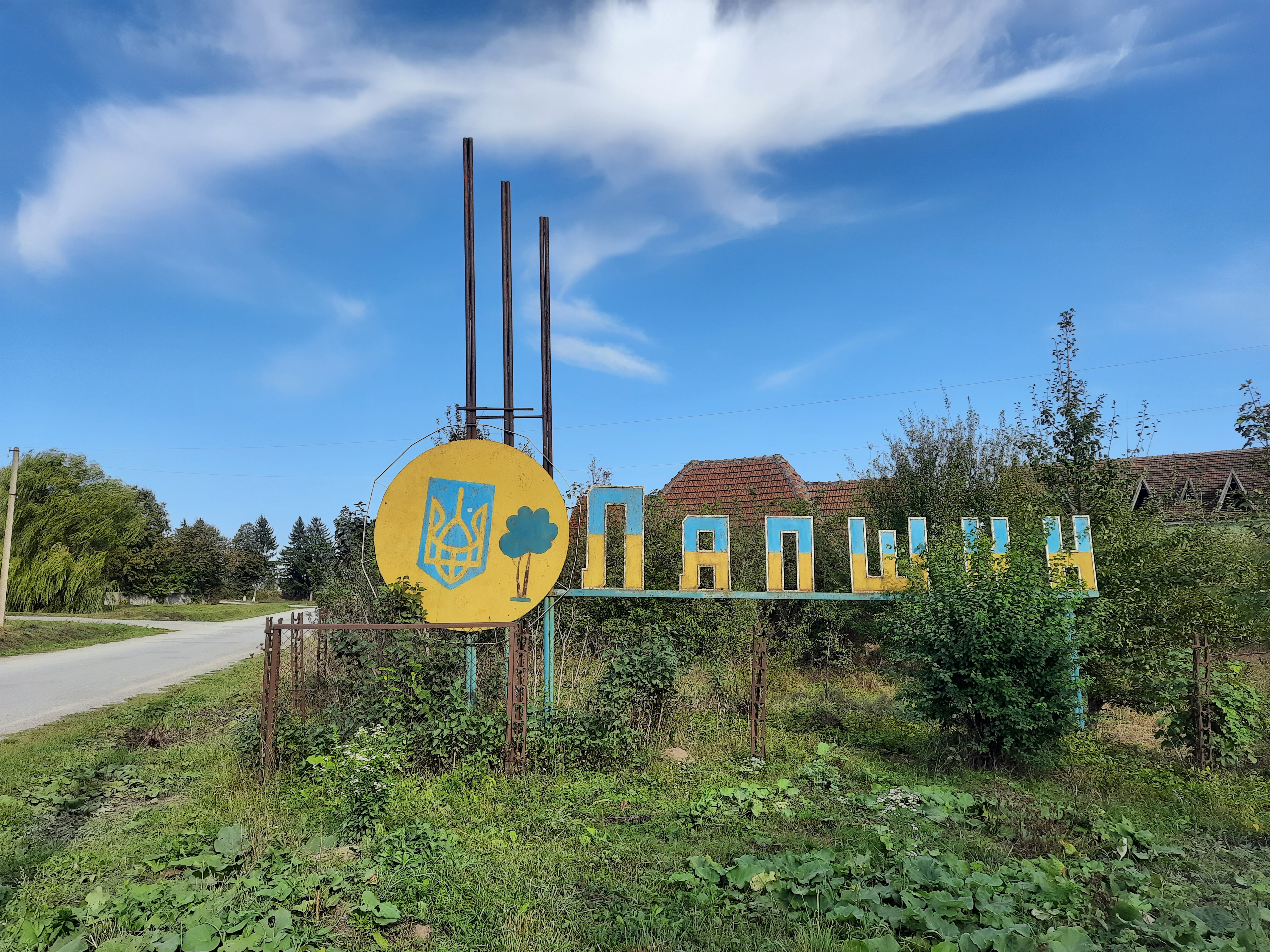
Знак при в'їзді в село

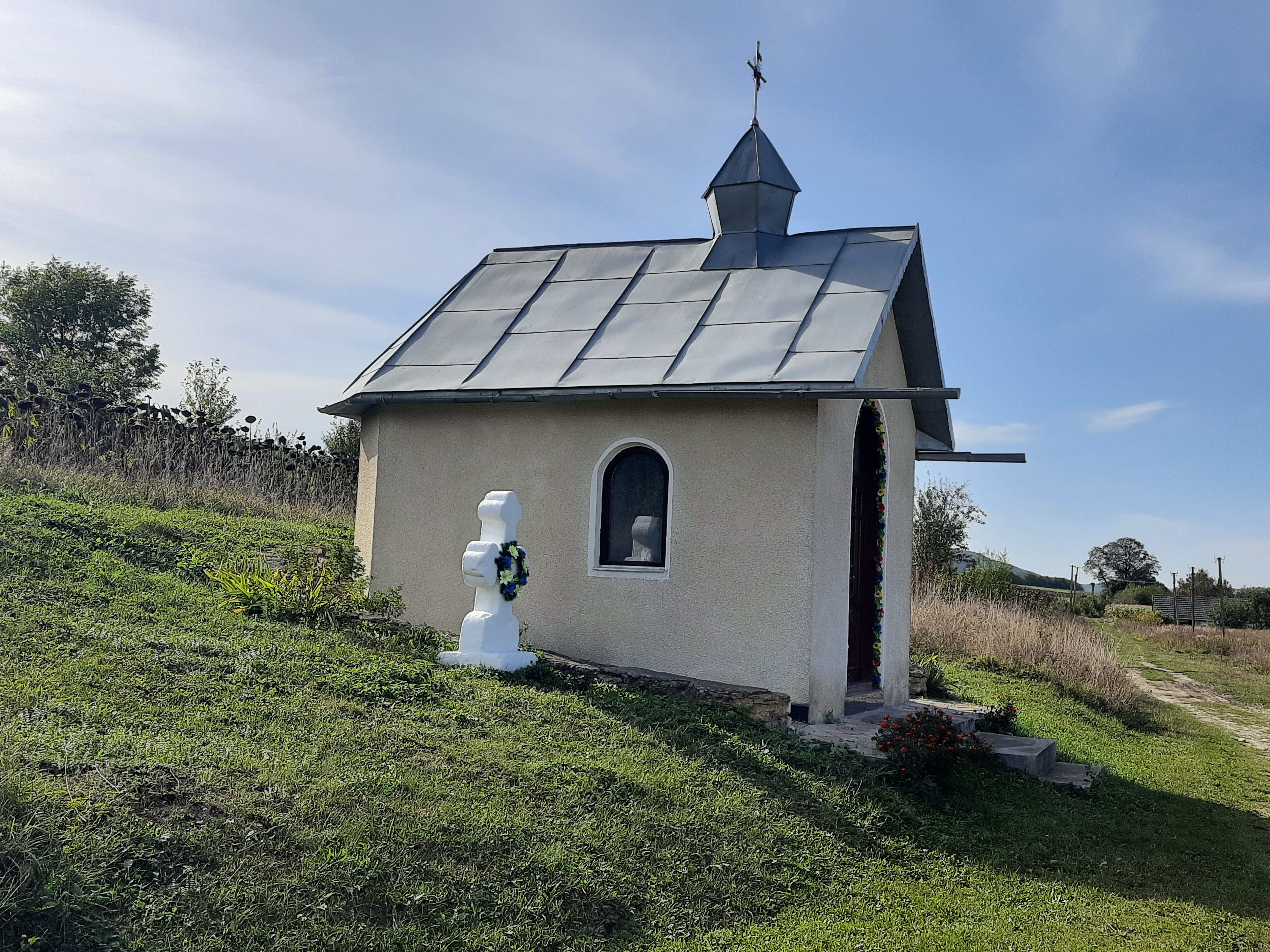
Капличка

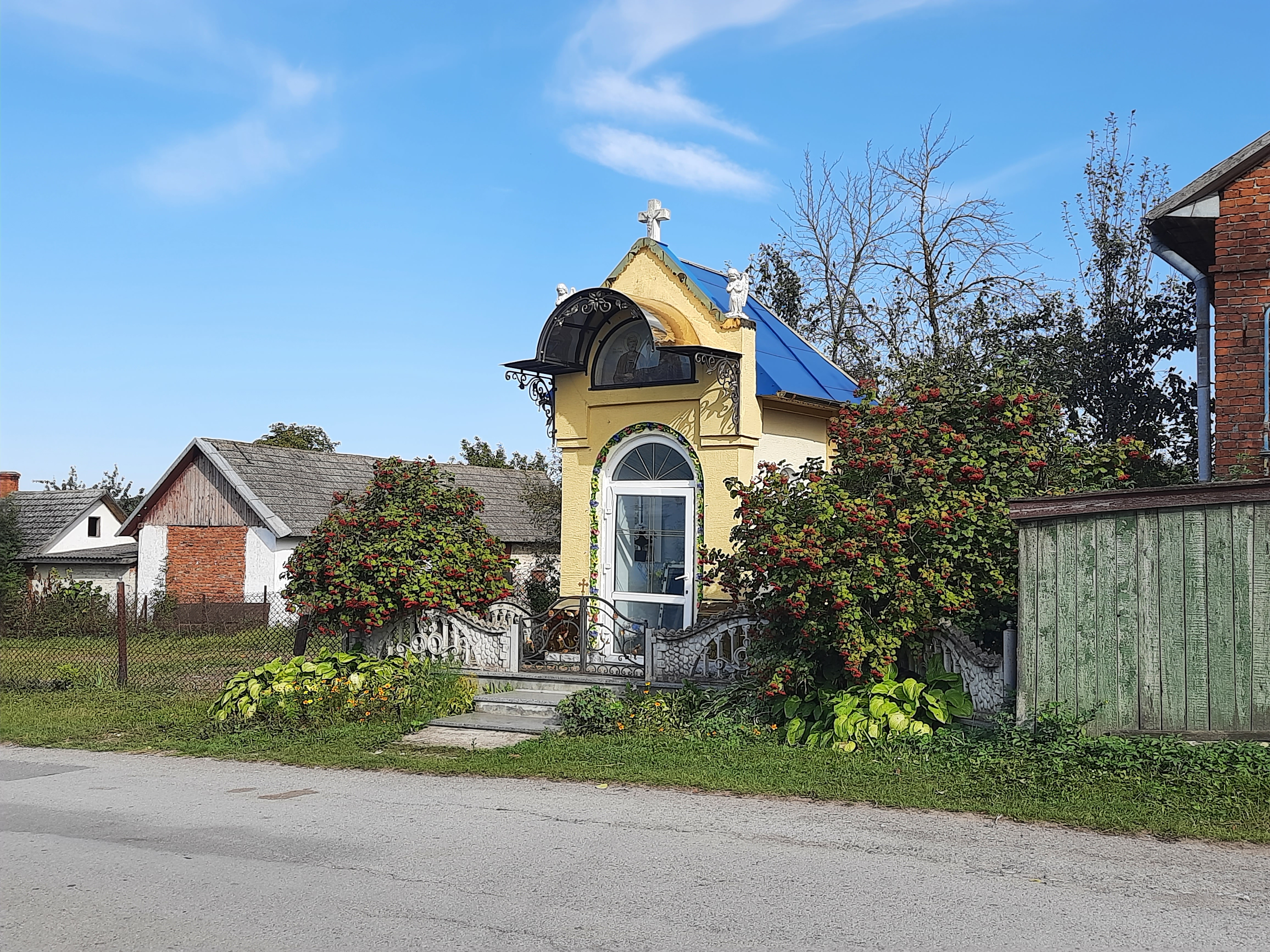
Капличка

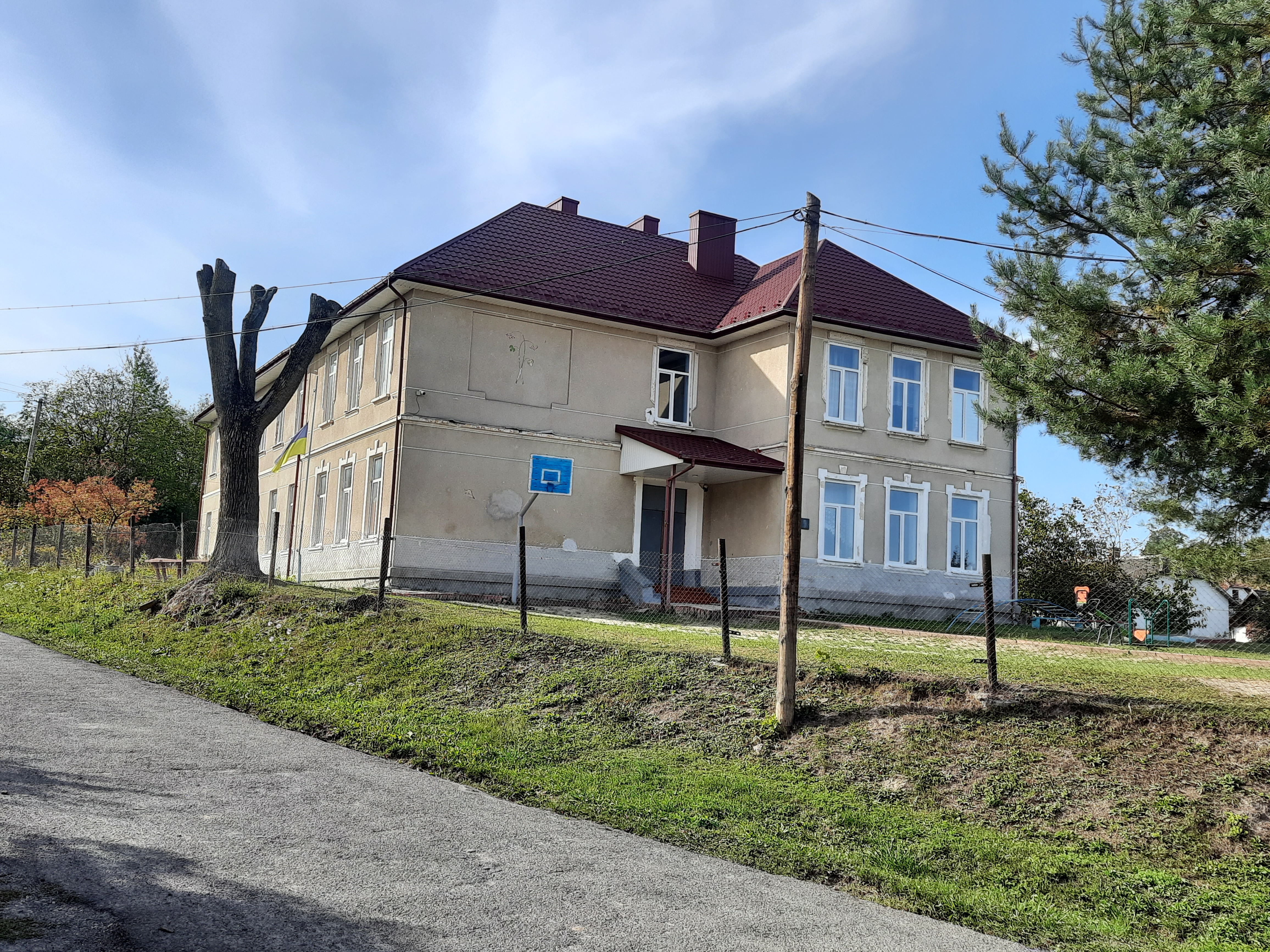
Школа

Лапши́н —  село в Україні, у Нараївській сільській громаді Тернопільського району Тернопільської області. До 5 квітня 2019 року центр Лапшинської сільради, якій було підпорядковане село Гайок. До Лапшина приєднано хутір Малинівка. 
Населення села — 956 осіб (2023). Дворів — 300.

## Назва
Уперше село у варіанті написання Łapszyna згадується в історичних документах 1441—1446 років. Друга писемна згадка фіксує його існування у 1578 році у Львівському повіті Речі Посполитої під назвою Łapsin..
Спеціалісти з топоніміки виводять назву села від давньослов'янського власного імені Лепша (ліпший, кращий) із додаванням присвійного суфікса належності -ин. На думку дослідника історії села Василя Петровича село також могло бути перейменоване польською владою з другої половини XIV ст., отримавши за згодою мешканців села назву від болотяної рослини  — лепеха, лепіш, лапіш (аїр болотяний) — яка використовувалася як корм для худоби чи покрівельний матеріал; густо росте й дотепер над Золотою Липою.

## Географія
Село простягається з півночі на південь вздовж правого берега річки Золота Липа. Воно розташоване на пагорбах і у видолинках на висоті близько 300 м над рівнем моря 4 км на північ від м. Бережани. Межує на півдні з с. Гайок, на північному сході із селами Гиновичі та Жуків, на півночі із с. Підлісне, на північному заході із с. Вербів. Найвища точка на території села — гора Ли́сиця, заввишки 378 м над рівнем моря.
У селі бере початок річка Гай, права притока Золотої Липи. Біля села розташований ботанічний заказник загальнодержавного значення «Жолоби».
У селі є вулиці: Бережанська, Бічна, Дубіка, Зелена, Квіткова, Ковари, Лесі Українки, Лугова, Львівська, Молодіжна, Нова, Пирогова, Привокзальна, Сонячна та Центральна.

### Клімат
Для села характерний помірно континентальний клімат. Лапшин розташований у «холодному Поділлі» — найхолоднішому регіоні Тернопільської області.
| Клімат Лапшина            | Клімат Лапшина | Клімат Лапшина | Клімат Лапшина | Клімат Лапшина | Клімат Лапшина | Клімат Лапшина | Клімат Лапшина | Клімат Лапшина | Клімат Лапшина | Клімат Лапшина | Клімат Лапшина | Клімат Лапшина | Клімат Лапшина |
| Показник                  | Січ.           | Лют.           | Бер.           | Квіт.          | Трав.          | Черв.          | Лип.           | Серп.          | Вер.           | Жовт.          | Лист.          | Груд.          | Рік            |
| Середній максимум, °C     | −1,4           | 0,0            | 4,9            | 12,9           | 19,0           | 22,1           | 23,5           | 22,9           | 18,5           | 12,7           | 5,6            | 0,7            | 11             |
| Середня температура, °C   | −4,3           | −2,9           | 1,3            | 8,1            | 13,7           | 16,8           | 18,2           | 17,5           | 13,4           | 8,2            | 2,7            | −1,8           | 7              |
| Середній мінімум, °C      | −7,2           | −5,7           | −2,3           | 3,4            | 8,4            | 11,6           | 12,9           | 12,1           | 8,4            | 3,8            | −0,1           | −4,2           | 3              |
| Норма опадів, мм          | 32             | 31             | 33             | 50             | 77             | 90             | 95             | 71             | 56             | 39             | 37             | 40             | 651            |
| ------------------------- | -------------- | -------------- | -------------- | -------------- | -------------- | -------------- | -------------- | -------------- | -------------- | -------------- | -------------- | -------------- | -------------- |
| Джерело: climate-data.org |                |                |                |                |                |                |                |                |                |                |                |                |                |

### Мікротопоніми села
Хутори: Гайо́к (тепер село), Гу́нищі, Кольо́нія, Малинівка.
Частини села: Ви́гін, Дубни́к, Клин, Шкри́бівка.
Поля, урочища: Довгі Го́ни, Глибока Долина, Загумі́нок, Камінь, Капіта́ньська, Мнє́рна, На́чистів, Пасічки́, Під Граби́ною, Підка́мінь, Під Кутом, По́січ, Прида́тки, Сади́, Терна́, Хо́птищі.
Гори: Корости́ха, Сі́нська Гора, Ли́сиця.

## Історія
Далекими предками лапшинців можна вважати один із родів племені дулібів, про що опосередковано можуть свідчити поширені серед мешканців села прізвища Дулеба й похідне від нього Бідула.
25 червня 1445 року у Львівському гродському суді відбулось засідання, на якому розглядали справу власника Бережан — шляхтича Петра Цебровського, який переховував у маєтку своєї онуки селян-втікачів з Лапшина та Лісників.
Король Сигізмунд I Старий надав привілей-підтвердження коронному гетьману Миколаю Сенявському на його дідичне село Лапшин за військові заслуги.
У другій половині XVII ст. у селі збудували дерев'яну церкву, яка проіснувала до половини XIX ст. Нині на її місці поставлено кам'яний хрест. У 1697 році в селі проживало всього 55 сімей. Парохом був о. Іван. Саме він, правдоподібно, започаткував літопис села, який місцеві священики продовжували аж до 1939 року, коли він зник за ініціативою органів НКВД, які знищували будь-які сліди національної історії. У той же час в селі ще був монастир оо. Василіян (про нього згадують ревізії ігуменів за 1724 р.), який збудували на східній окраїні урочища Сади. Будівництвом опікувався о. Пахомій Губицький.
Упродовж XVII — XVIII ст. кількість населення в Лапшині зросла майже до 1000 осіб.
16 травня 1848 року в Галичині була скасована панщина. У пам'ять про це в селі встановлено хрест, і цього дня щорічно аж до 1939 року лапшинці святкували цю подію. Ця традиція була відновлена лише в 1990 році.
1880 року на території Лапшина було два фільварки. Фільварок бережанських монахів бернардинів розташовувався по ліву сторону на сьомому кілометрі шляху з Бережан до Нараїва. Близько 1900 року його землі, які дотепер називають Берладини, розпродали лапшинцям. Інший фільварок належав графу Станіславу Потоцькому, спадкоємцю графів Сенявських. Угіддя фільварку розташовувалися по обидві сторони від дороги Бережани — Нараїв на заході простягалися аж лапшинського хутора Гайок.
Близько 1871 року на парохію Лапшина прийшов молодий отець Лев Джулинський, в особі якого поєднався священик, громадський діяч та економіст-комерсант. Л. Джулинський започаткував на початку 80-х років XIX ст. на Бережанщині видавничу справу і продовжував її до 1914 року. Тут у Лапшині він приймав широке коло письменників, поетів, мовознавців, художників, журналістів, істориків, друкарів, у співпраці з якими видавав часописи, збірники церковно-народних пісень, листівки з малюнками і піснями, календарі. Серед них: квартальник «Руська бібліотека», кольорові репродукції всесвітньо відомих живописців «Біблійна історія в образах» з текстом українською, англійською, німецькою, французькою мовами, великоформатне (1000 стор.) багато ілюстроване «Житіє Святих», альманах для дітей «Золота книжечка». Він шанував і підтримував таланти. З метою створення опери «Роксоляна» він запросив до Лапшина композитора Дениса Січинського. О. Джулинський був також ініціатором створення при церкві позичкової каси, яка допомагала парохіянам кредитами.
Коли у 1923 році Лев Джулинський помер, його поховали на Лапшинському цвинтарі. На його могилі поставили дубовий хрест, який лапшинська громада через 50 років замінила камінним.
Однокласна школа була відкрита в Лапшині 1884 року, а до того часу існувала ще школа-дяківка. З 1888 року народна школа стала двокласною, пізніше  — шестикласною.
За однією версією у Лапшині 11 березня 1886 року народився Едвард Ридз-Сміглий, польський політик, останній маршал Польщі в Другій Речі Посполитій. За іншою вірогіднішою версією Ридз-Сьміґли народився в с. Лісники поблизу Бережан.
З початком XX століття в Лапшині розпочинається, як і по всій Галичині, патріотичний здвиг, який проявляється в боротьбі за національні, політичні, економічні права. Лапшинці одностайно підтримали на виборах до австрійського парламенту Тимотея Старуха, який 1907 року став послом від Української Національно-Демократичної Партії. Лапшинська молодіжна організація "Січ"товариства активно боролася не тільки з пожежами (за рік виникало 10—15 пожеж), але й з пияцтвом. 1912 року збудовано будинок читальні«Просвіти», двоповерховий будинок народної школи.
1914 року з початком Першої світової війни близько 300 осіб з села було мобілізовано до армії, багато юнаків добровольцями пішли в легіон Українських Січових Стрільців. Понад 150 осіб загинуло у цій війні. Наприкінці серпня в село вступили російські війська. А майже через рік на початку липня 1915 року, відступаючи на лівий берег Золотої Липи, вони спалили село. Згоріли всі будівлі, покриті соломою та тростиною, церква. Уціліли кілька хат, стара і нова школи, священичий дім, читальня. Майже два місяці тривали позиційні бої поблизу села і лапшинці змогли повернутися на згарища вже під осінь. У селі залишалися майже самі жінки (чоловіків мобілізували на фронт), без худоби, коней, харчів. Люди копали землянки, тимчасово мешкали в школі, читальні. Як читальню використовували стару школу. Пізніше в читальні аж до 1928 року була церква.
Коли у листопаді 1918 року була проголошена Західно-Українська Народна Республіка, близько 200 лапшинців з військового обов'язку й патріотизму добровільно влилися до лав УГА. І разом з нею пройшли славний і кривавий шлях в боротьбі за незалежну Україну. Не всі повернулися в рідне село.
1920—1925 рр. село відбудовувалося, з 1926 року почали відбудовувати церкву, від якої після пожежі залишилися лише муровані стін. Будівництво завершили у 1928 році.
Працювали «Просвіта», «Луг», «Сільський господар», «Союз українок» та інші українські товариства, кооператива.
До 1939 року в селі було близько сотні бджолярів та пасік.
12 червня 2020 року, відповідно до розпорядження Кабінету Міністрів України № 724-р «Про визначення адміністративних центрів та затвердження територій територіальних громад Тернопільської області» увійшло до складу Нараївської сільської громади.
19 липня 2020 року, в результаті адміністративно-територіальної реформи та ліквідації Бережанського району, село увійшло до складу Тернопільського району.

## Населення
За даними перепису населення 2001 року мовний склад населення села був таким:

### Мова
Розподіл населення за рідною мовою за даними перепису 2001 року:
| Мова       | Кількість | Відсоток |
| ---------- | --------- | -------- |
| українська | 1147      | 99.57%   |
| російська  | 5         | 0.43%    |
| Усього     | 1152      | 100%     |

## Релігія
- церква святого Миколая (1848, відновлена 1920),
- церква святих верховних апостолів Петра і Павла (х. Малинівка, 2001),
- 2 каплички,
- «фігури» святих Анни (1874), Андрія, скульптура Івана Хрестителя (скульптор Василь Бідула) і Св. Миколая (1994).

## Пам'ятники
Споруджено пам'ятник жертвам військових дій 1914–1920, встановлено пам'ятний хрест на честь скасування панщини (1948), меморіальну таблицю Денису Січинському, насипано 10 символічних могил на місцях загибелі вояків УПА. Пам'ятаю про вас люди мої.
Скульптура Іоана Хрестителя
Щойновиявлена пам'ятка монументального мистецтва. Розташована біля дороги Бережани-Нараїв біля джерела.
Робота самодіяльних майстрів, виготовлена із каменю (1854 р.).
Постамент — 2,7х2,1х2,1 м, скульптура — 2,2 м, хрест 2,8 м, площа — 0,0005 га.
Скульптура святої Анни
Щойновиявлена пам'ятка монументального мистецтва. Розташована в центрі села.
Робота самодіяльних майстрів, виготовлена із каменю (1874 р.).
Постамент — 3,2х0,65х0,65 м, скульптура — 2 м, 0,0002 га.

## Соціальна сфера
Діють Лапшинський НВК "ЗЗСОІ -II спупенів - ЗДО "., клуб, бібліотека, ФАП.

## Відомі люди

### З Лапшина походять
- Василь Бідула - український народний майстер дерев'яної і кам'яної скульптури ;
- Роман Борковський (1903—1977);- український громадський і політичний діяч, журналіст і перекладач
- І. Глушок - український поет, громадський діяч ;
- Теофіл Джулинський (1850 — після 1914) — український скульптор;
- Василь Петрович - письменник, дослідник історії села, політв'язень .
- Бойко Петро («Ох») — керівник охорони організаційного референта Подільського крайового проводу ОУН, лицар Бронзового хреста заслуги УПА
- Левко Чепіль  —  український громадсько-політичний діяч, референт пропаганди Славського районного проводу ОУН (23.06.1950 – 08.1950), референт пропаганди Турківського районного проводу ОУН (08.-5.09.1950), учасник кур’єрської групи П. Федуна – «Полтави» за кордон до ЗП УГВР (5.09.-10.10.1950)
- Микола Джулинський - український видавець і редактор у Перемишлі

### Проживали, перебували
- Глушко Роман — селянин, громадський діяч. Делегат Української Національної Ради ЗУНР від Бережанського повіту.
- Лев Джулинський — парох села з 1871 року до смерті 1923-го, український видавець, громадський діяч, греко-католицький священик.
- Денис Січинський — композитор, проживав у Лапшині на запрошення о. Джулинського.
- Микола Божиковський — засновник ощадностево-кредитної кооперативи у селі, про яку тодішні часописи писали, як про «Лапшинське чудо», учителював тут у 1920—1930-х роках.
- Микола Джулинський - український видавець і редактор у Перемишлі

## Світлини села

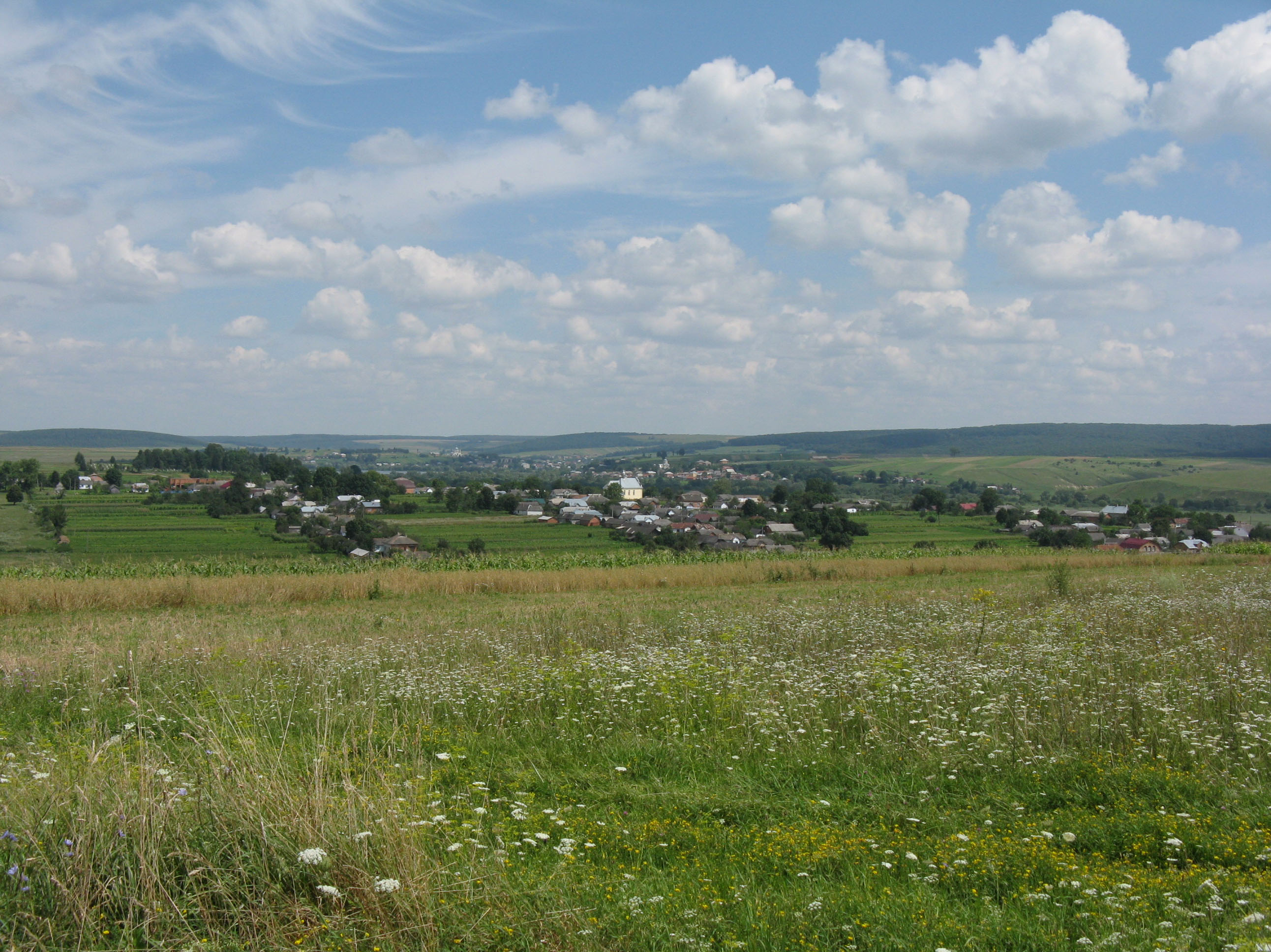
Загальний вигляд на с. Лапшин з гори Коростихи
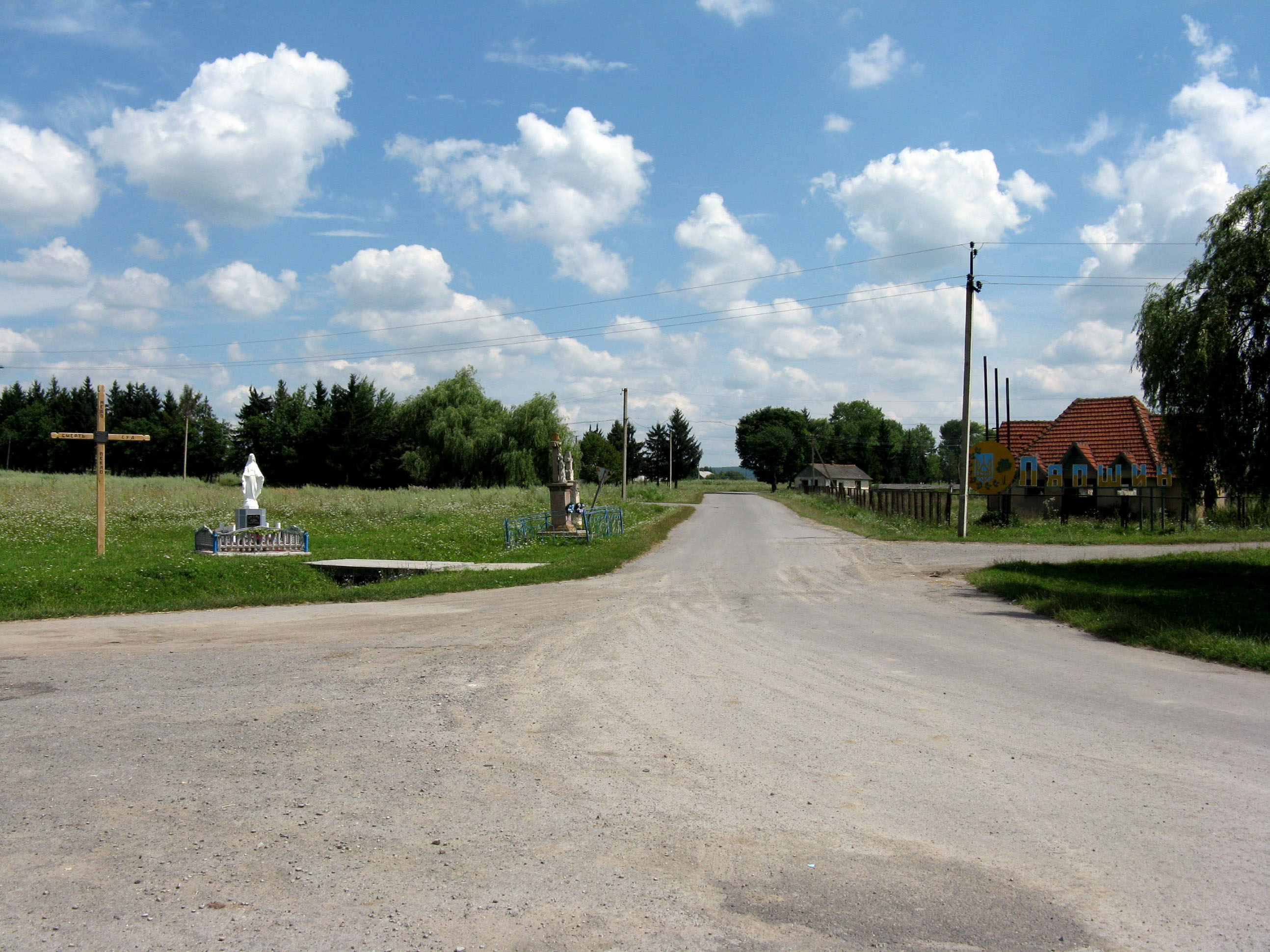
В'їзд в с. Лапшин
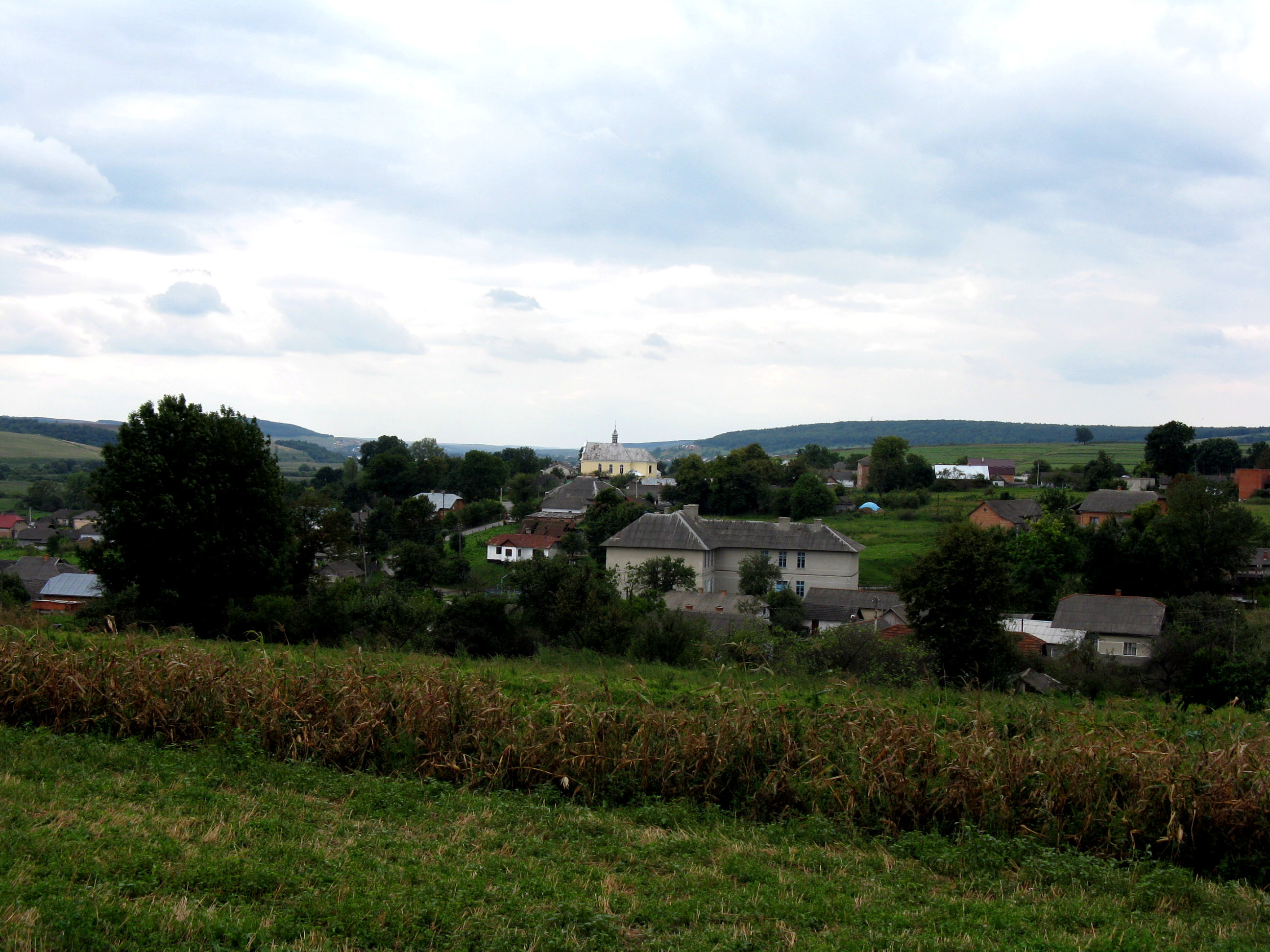
Вигляд на школу й центральну частину Лапшина
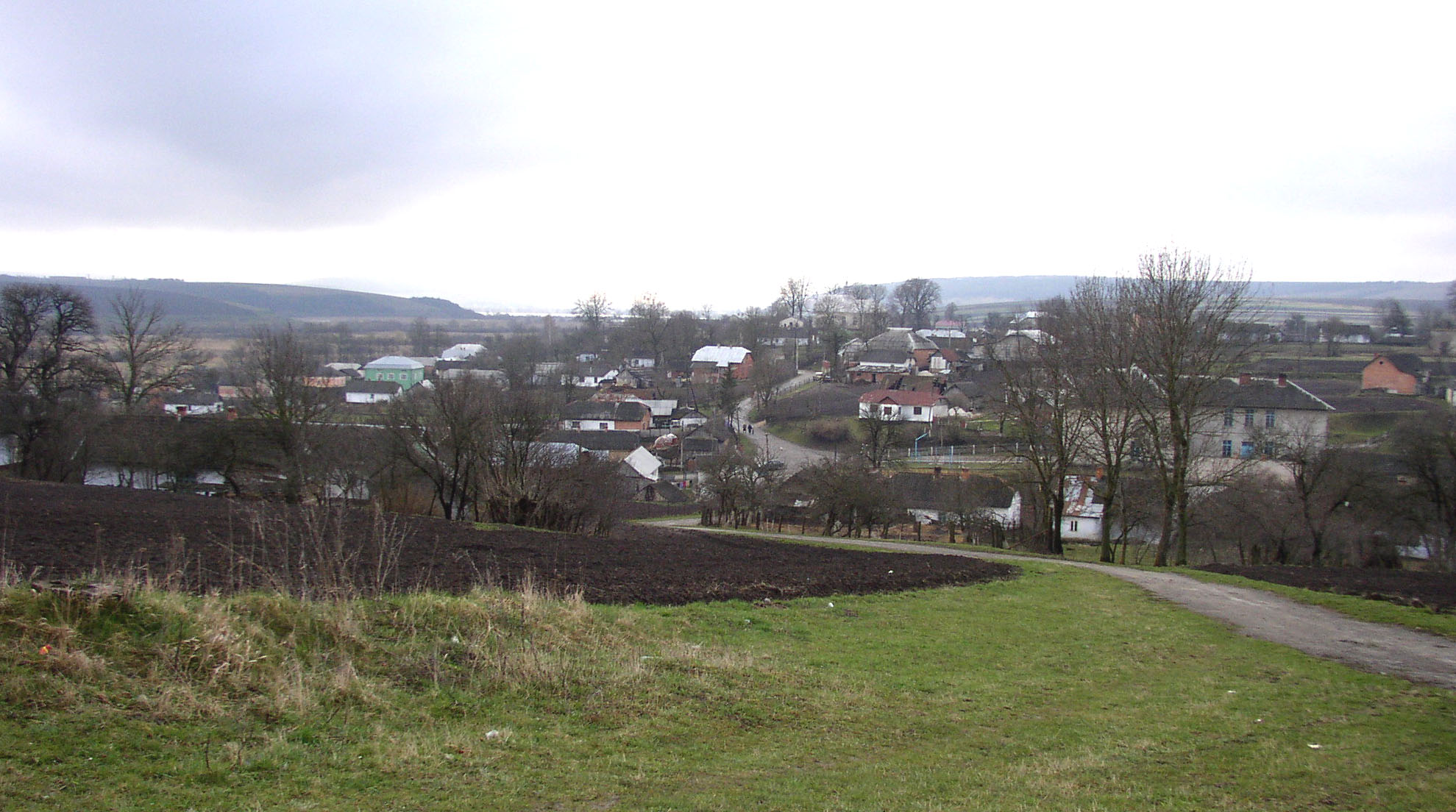
Вигляд на південно-східну частину Лапшина в бік Бережан
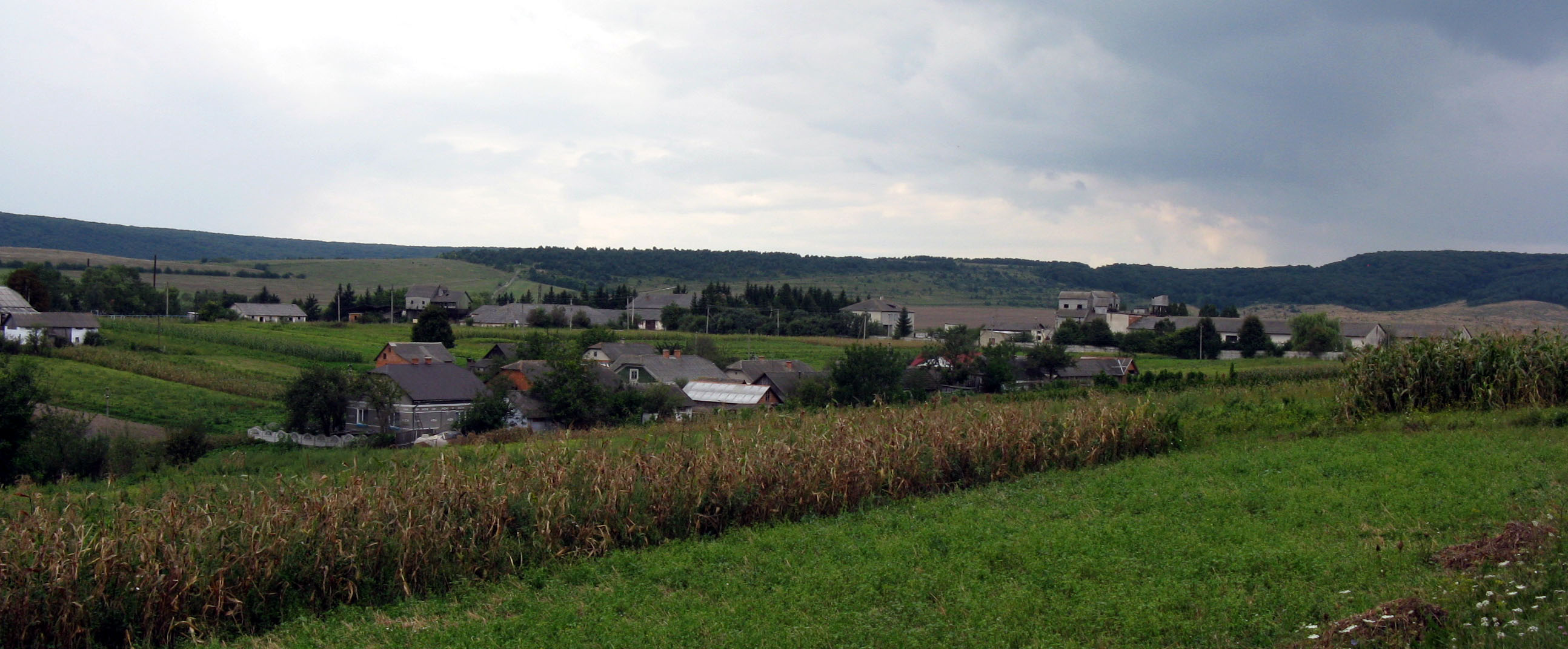
Вигляд на західну частину Лапшина в бік гори Лисиці
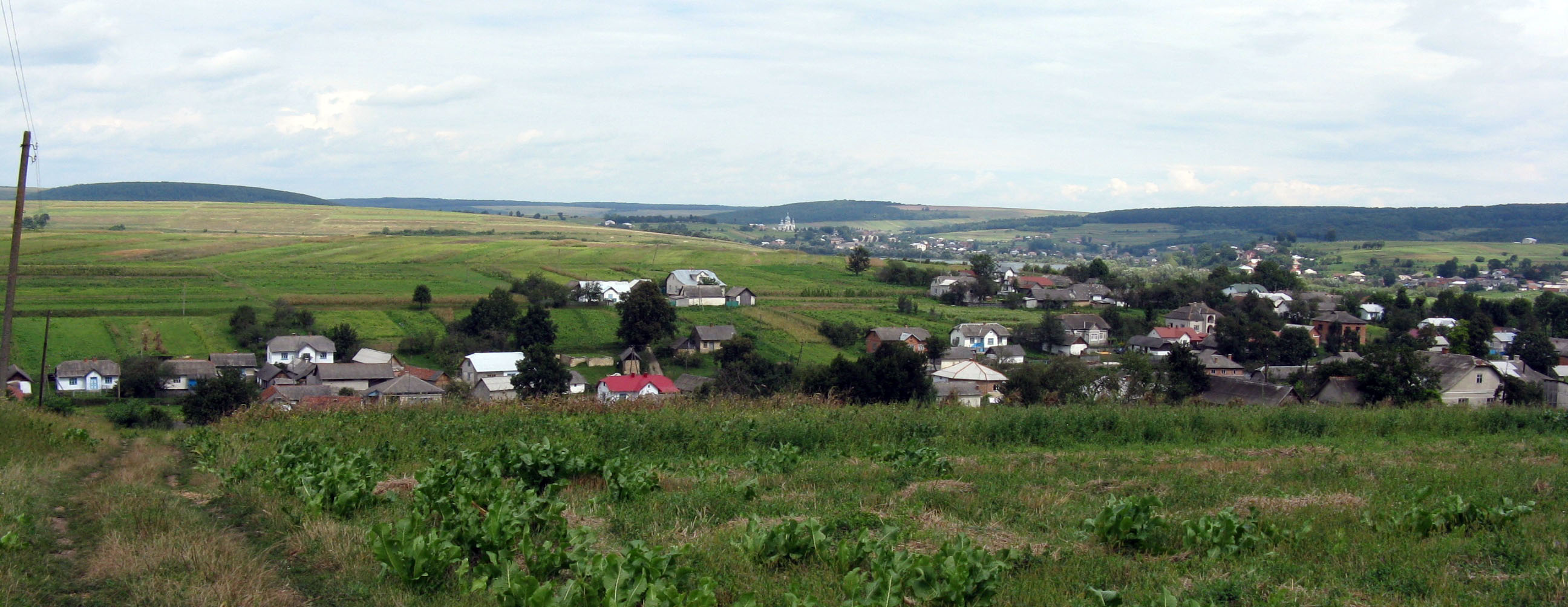
Вигляд на північну частину села з Сінської гори
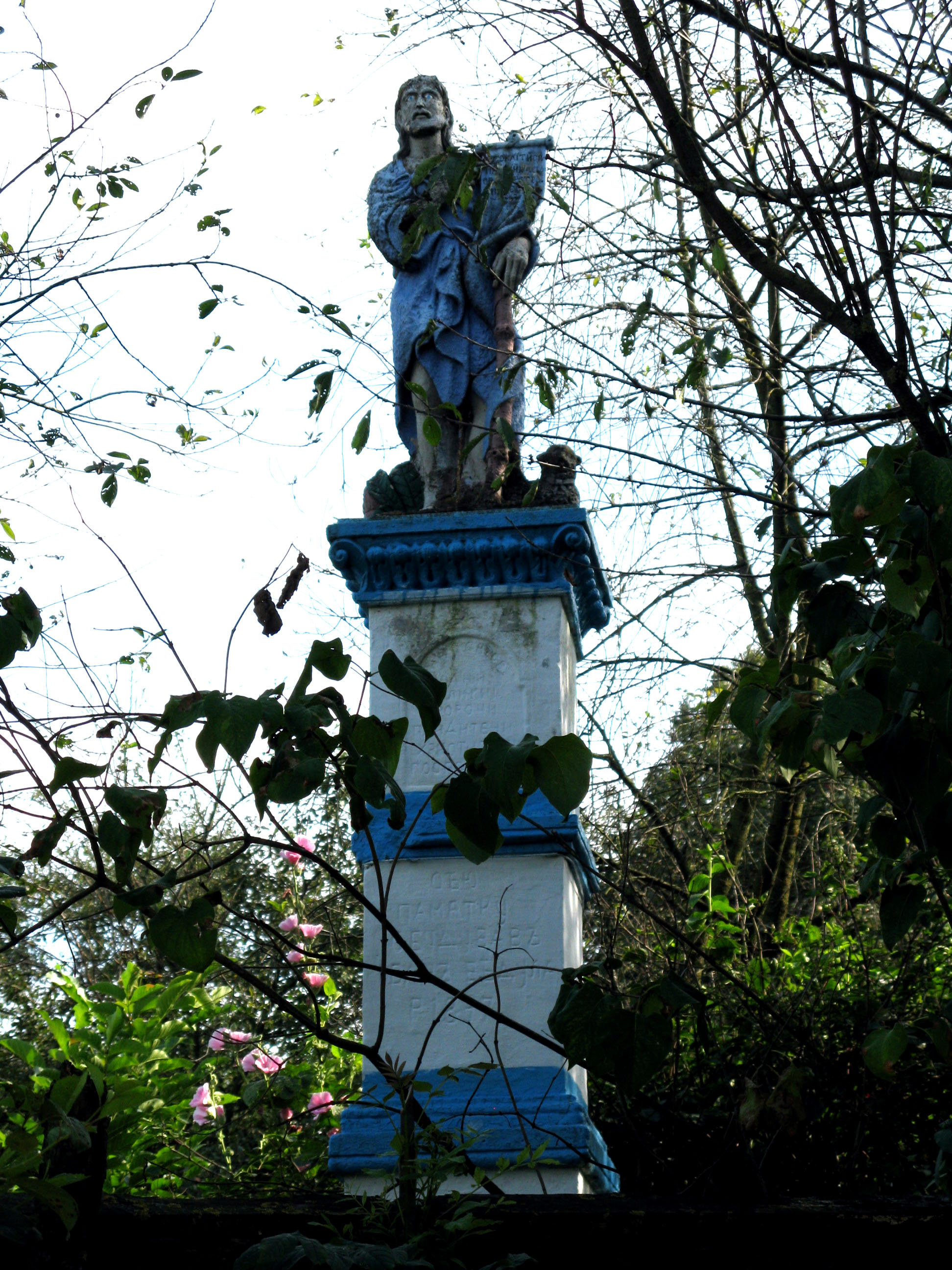
Скульптура Івана Хрестителя в с. Лапшин. Скульптор В.Бідула
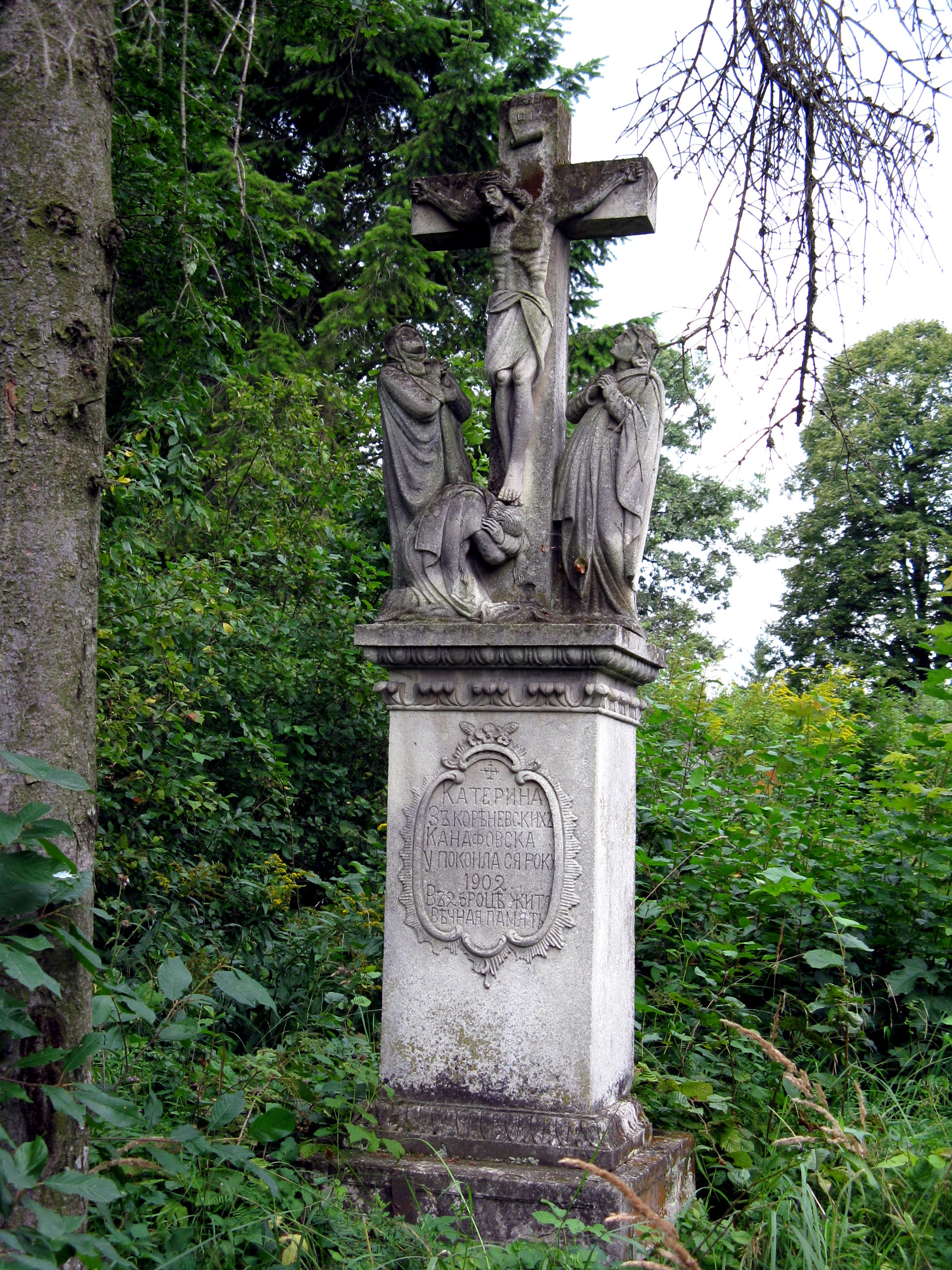
Надгробок на цвинтарі с. Лапшин. Скульптор В.Бідула
Надгробок на могилі о. Джулинського і його дружини на цвинтарі с. Лапшин
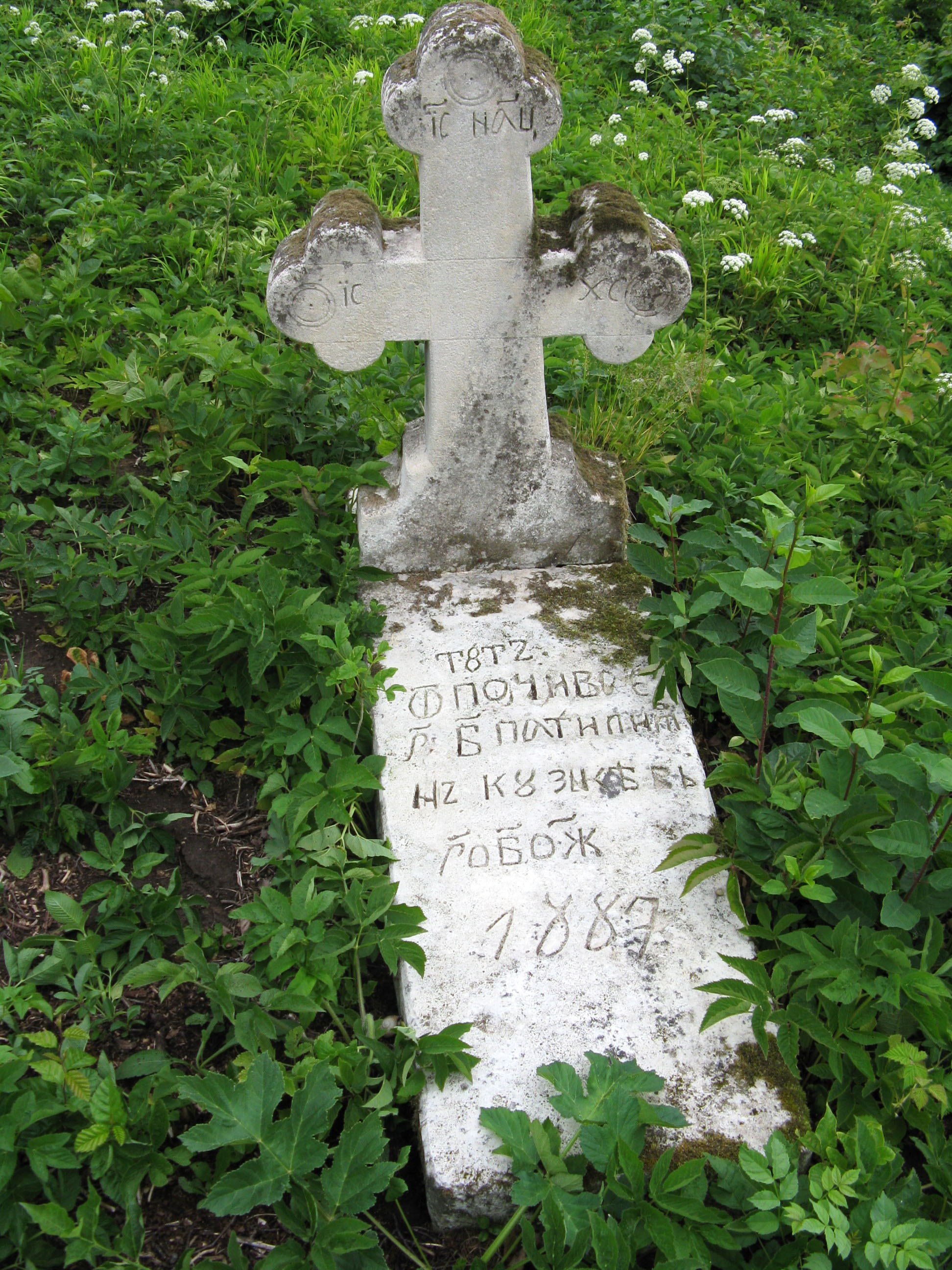
Надгробок 1887 року на цвинтарі с. Лапшин
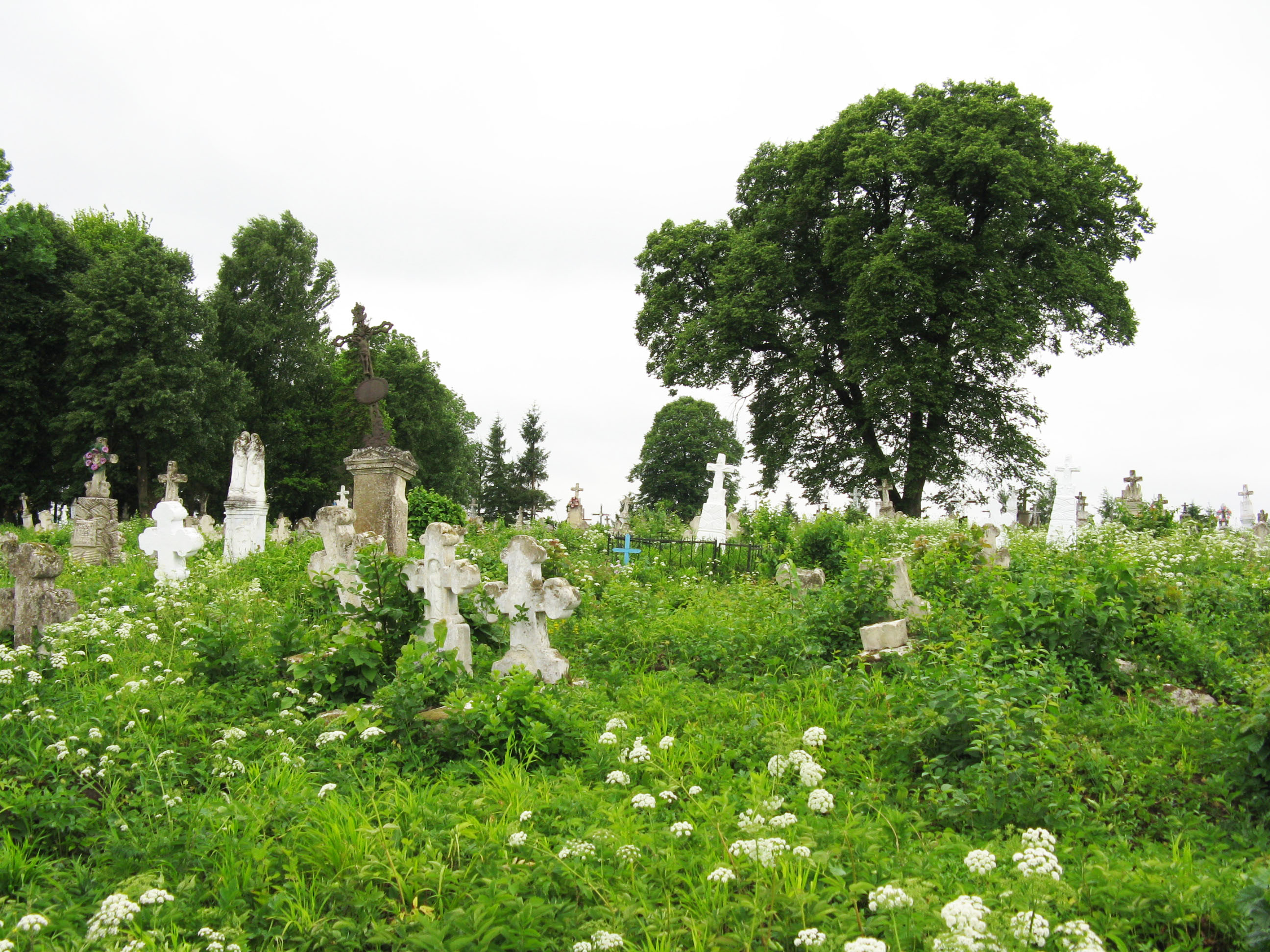
Стара частина (кінець XIX ст. — початок XX ст.) цвинтаря с. Лапшин
На подвір'ї церкви Святого Миколая в с. Лапшин
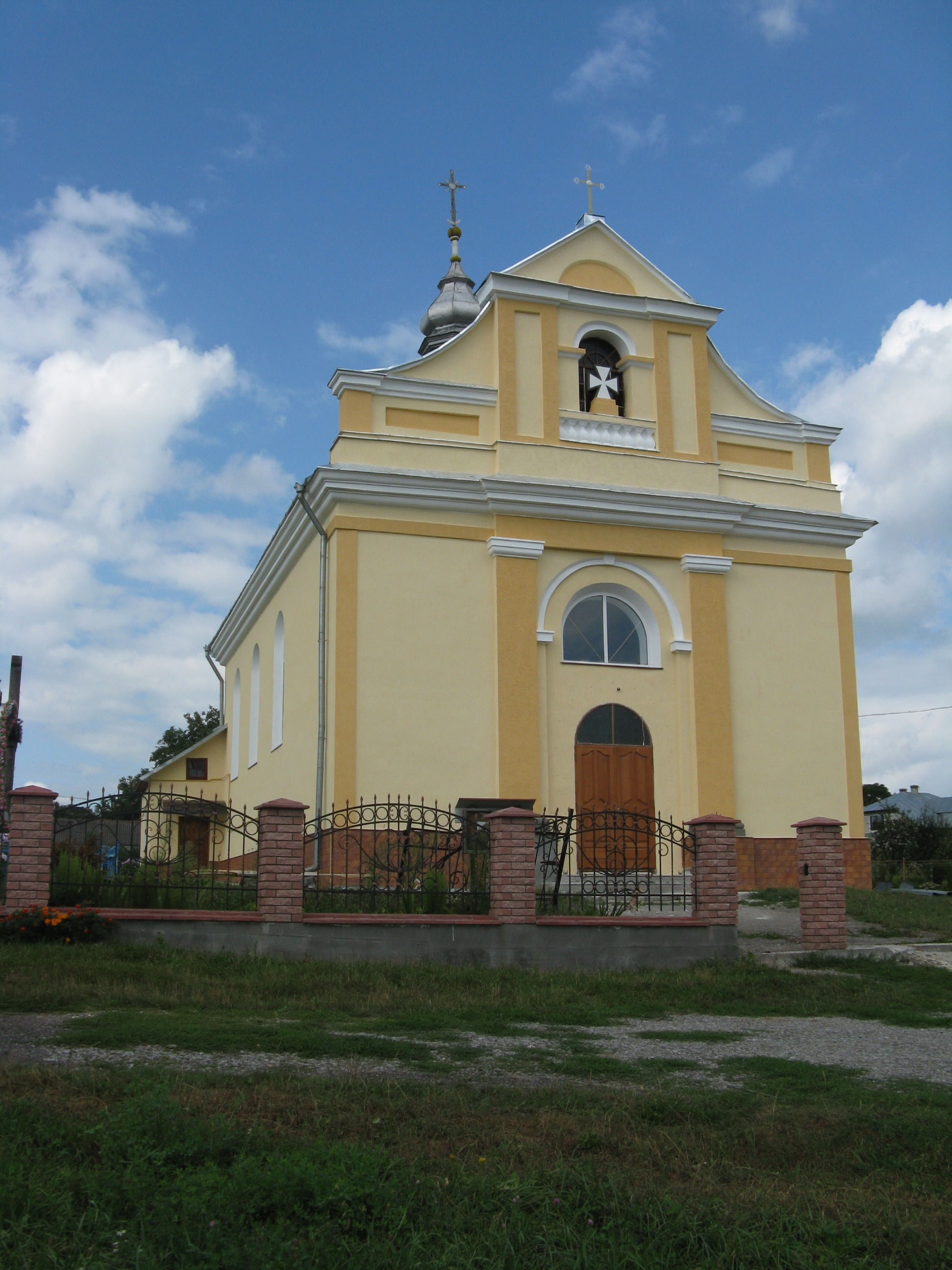
Церква Святого Миколая в с. Лапшин
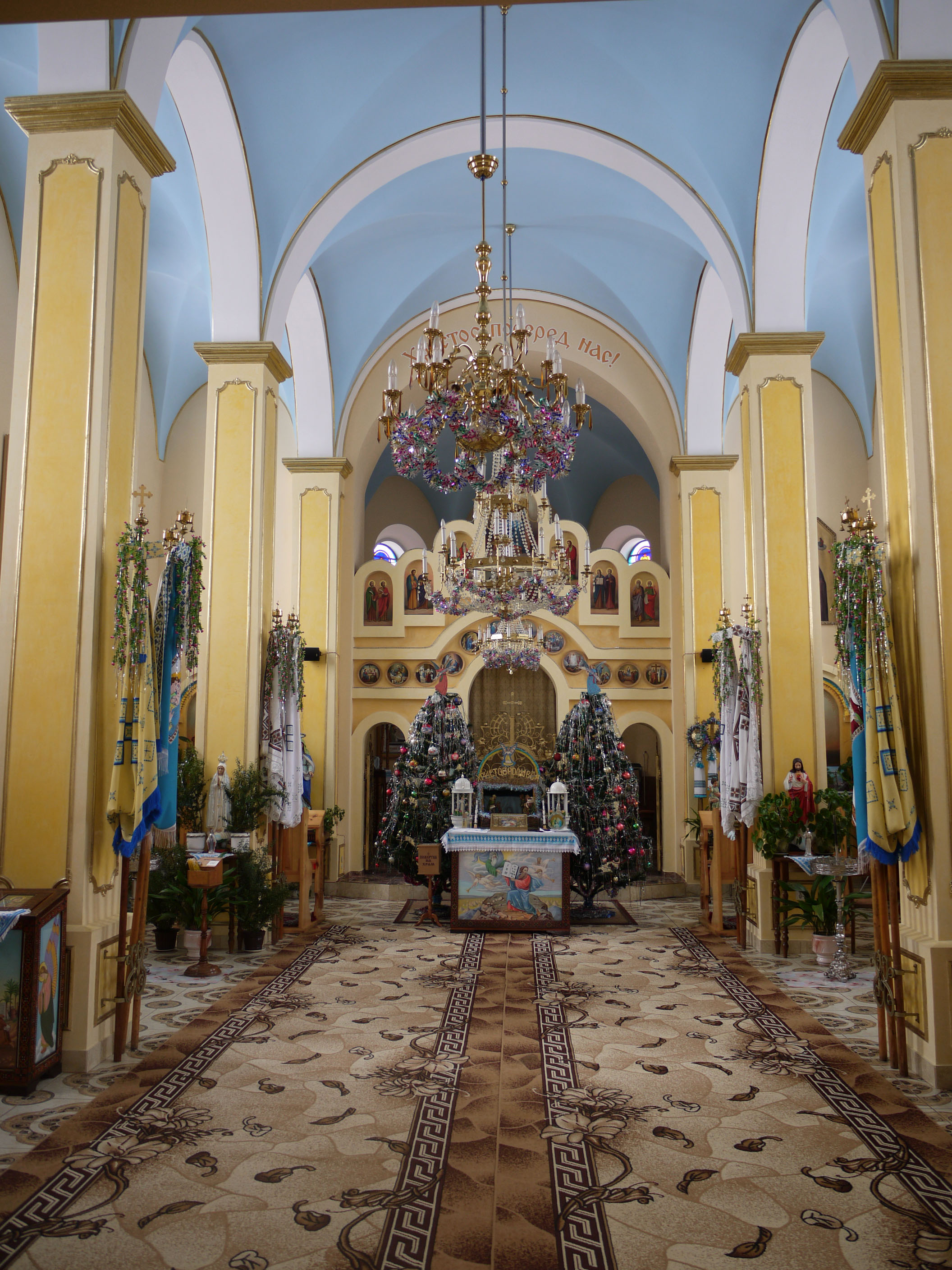
Інтер'єр церкви Святого Миколая в с. Лапшин

## Зауваги
1. ↑  в джерелі — Цембровського